# Wayang Golek

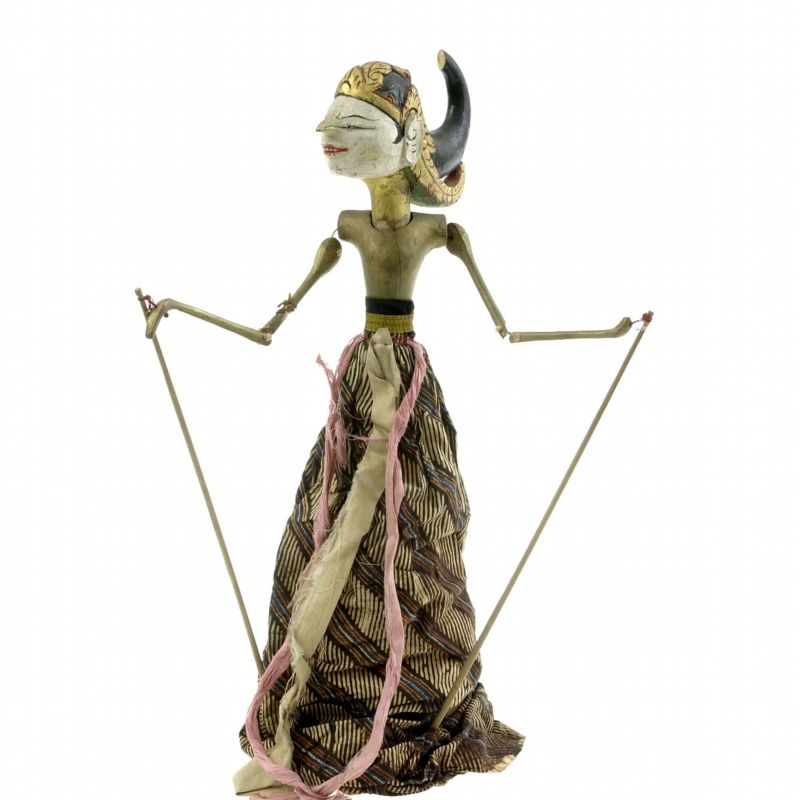
Nakula oder sein Zwillingsbruder Sahadeva, die zu den fünf Pandava-Brüdern gehören, Figuren aus dem Mahabharata. Hergestellt vor 1914.

Wayang Golek ist ein traditionelles Stabpuppenspiel in Indonesien, eine Form des wayang. An der Nordküste Javas zwischen Pekalongan und Cirebon wird es auch wayang cepak oder wayang papak genannt.
Die Holzpuppen werden von unten gespielt. Sie werden mit drei Stäben, zwei für die Hände, einem für den Körper, gesteuert. Trotz der einfachen Konstruktion sind sie für ihren sehr menschlich anmutenden Ausdruckstanz bekannt.
Die Herkunft des wayang golek ist wenig bekannt. Es ist möglich, dass diese Kunst im 17. Jahrhundert aus China kam.
Die mit diesen Puppen gespielten Stücke verarbeiten in Westjava Erzählungen aus den altindischen Epen Ramayana und Mahabharata (purwa), aus den mythischen Geschichten des javanischen Helden Panji und von den traditionellen Stoffen abweichende Stücke (carangan). Die älteste Erzähltradition heißt wayang golek purwa. Die jüngere, javanische Erzähltradition um den Prinzen Panji ist das wayang goleg gedok. In Ostjava werden auch Szenen aus dem Leben Amir Hamzas, des Onkels des Propheten Mohammed, aufgeführt: wayang golek menak (menak, „aristokratisch“, „vornehm“).